# Domkapitel
Domkapitel är i såväl medeltida som nutida katolsk eller anglikansk mening ett kollegium av präster kallade kaniker (latin: canonici), som är knutna till en domkyrka och förrättar daglig korbön där. På svenska kallades dessa präster vid en domkyrka även domherrar eller korherrar. Domkapitlets mest betydelsefulla uppgift i många katolska stift är och var under medeltiden att välja sitt eget stifts biskop, vilket i någon mån är analogt med kardinalkollegiets påveval idag, eftersom även kanikerna utsågs av biskopen för att välja sin efterträdare. Denna rätt fick domkapitlet 1215 vid fjärde lateranska mötet i Rom, men senare inskränktes valrätten av att valet skulle bekräftas av påven. Kanikerna skulle be tidegärdens böner sju gånger om dagen, dessa bönetimmar kallades på latin hora canonicae, därav namnet kanik på dess medlemmar.
I Svenska kyrkan har domkapitlet snarare efter reformationen varit och är ett viktigt kyrkligt förvaltningsorgan som sköter verksamheten och förvaltningen i stiftet. Vid sidan av domkapitlet verkar stiftsfullmäktige som ett andra förvaltningsorgan för stiftet. Domkapitlet har under historien haft domsrätt i Sverige i vissa frågor, till exempel äktenskapsfrågor, frågor rörande enskilda präster och om vad som skedde på kyrkans egendom etc. Även efter reformationen har domkapitlen haft en viss roll vid biskopsval i Svenska kyrkan, men de väljer inte längre själva biskop.

## Före reformationen
Ordet domkapitel är bildat av förleden domus "hus", vilket betecknar byggnaden som de samlades i (egentligen en förkortning för domus Domini "Herrens hus"), och efterledet capitulum, kapitel, vilket åsyftar ordensregeln som föreskrev att ett kapitel ur Bibeln skulle läsas varje dag.
Ursprunget till detta slags gemenskap är den grupp av präster som Augustinus knöt till sig som biskop i Hippo Regius, och som organisation, om än inte namnet, är domkapitlen kända från fornkyrkan och 200-talet. Den första ordningen för domkapitlens fasta organisation fastställdes av ärkebiskopen Chrodgang av Metz omkring 760, vilket också är första gången ordet domkapitel är bevarat i de historiska källorna. Något senare beslutades det formellt (i kanonisk rätt) att varje domkyrka skulle ha ett domkapitel, och att dess medlemmar skulle kallas kaniker. Också domkapitel i Sverige organiserades enligt kanonisk rätt. Kanikerna fungerade som gudstjänstförrättare i domkyrkan, skötte ekonomin och deltog i stiftsstyrelsen och skötte även denna vid biskopsvakans. År 1215 fick kanikerna rätt att utse sin biskop, så länge som inte påven motsatte sig deras beslut.
I början rekryterades kanikerna från munkväsendet, och levde som kollegium under klosterliknande former (reguljära kapitel; av 'regula') och följde då de munkordensregler, som gällde vid det kloster munkarna kom från. Därför är vissa katedraler i Europa sammanbyggda med kloster med korsgångar (se engelska Wikipedias artikel Cloister), till exempel Bremer Dom, katedralen i Sens och många engelska katedraler såsom katedralerna i Salisbury, Canterbury, Durham, i Gloucester etc. De var då munkar och definitionsmässigt alltså inte präster i ren mening. Senare kom präster, som hade privat bostad utanför klostren, med som kaniker, och bildade då sekulära kapitel. Kanikernas underhåll betalades av prebenden ute i några av stiftets församlingar. Domprost, ärkedjäkne och dekan utvecklades som några av de främsta ämbetena inom domkapitlet. Prost betydde här förman, det vill säga domkapitlets förman.
Till Norden kom domkapitlen under 1100-talet och 1200-talet och följer då augustinerregeln (augustinernas klostertradition). Ett försök att bilda ett reguljärt domkapitel i Uppsala gjordes när man inrättade ärkebiskopsstolen där. Detta sammanföll med att den kanoniska rätten fått fäste i länderna. Biskopen i Skara, Bengt den yngre, inrättade de första sekulära domkapitlen i Sverige på 1220-talet. Därefter fanns inte längre reguljära domkapitel i Sverige.

## Reformationen fram till 1936
Samtliga svenska stift hade under medeltiden domkapitel som själva valde sin biskop och som sedan presenterade valet för påven. Ett fåtal sådana domkapitel finns kvar i Tyskland, Schweiz och Österrike. I Norden försvann de gamla domkapitlen relativt snart efter reformationen. 1527 försvann deras rätt att välja biskop. När domkapitlen återupprättades i Sverige och Finland (men inte i övriga Norden) under 1600-talet var det först som konsistorium och lärarkapitel i stiftsstäderna. Domkapitlen fick dels rätt att ha översyn över utbildningsväsendet, dels rätt att döma i allvarligare brottmål från sockenstämman (äktenskapsbrott med mera), dels att fungera som första dömande instans för prästerna i deras ämbetsutövning (fram till 1949), dels att förvalta sitt område beträffande tillsättningar av ämbeten, fattig- och åldringsvård och ekonomi. För översynen företogs visitationsresor inom jurisdiktionens område. Domkapitlens beslut kunde överklagas till Consistorium regni.
Domkapitlet utgjordes av biskopen som ordförande, domprosten som vice ordförande, och därtill som bisittare, beroende på stift, teologie professorer från antingen Uppsala universitet, Lunds universitet eller Åbo akademi (fram till 1809) eller lektorer från stiftets gymnasium. I normalfallet bestod alltså ett svenskt domkapitel fram till 1936 av biskopen, domprosten och stiftsstadens gymnasielektorer. Det innebar att prästkandidaterna examinerades i prästexamen av sina tidigare gymnasielärare.
Den kyrkliga jurisdiktionen reglerades av prästståndets privilegiebrev, kyrkolagen och kungliga resolutioner. Den kyrkliga jurisdiktionens omfång var en stor politisk fråga under hela 1600-talet, där den världsliga maktens domstolar och kyrkans sockenstämmor och domkapitel stred om överhet över den andres domsrätt. Innan Karl XI år 1684 fastslagit gränserna till den världsliga maktens fördel, hade domkapitlen och sockenstämmorna att besluta om prästståndets arvsfrågor, gravrätts- och begravningsfrågor, sabbatsbrott och utebliven kyrkogång, faderlösa prästbarns förmyndare, samt disciplinmål i kyrkorummet (slagsmål, dryckenskap och bråk i kyrkan). Dessa frågor överfördes 1684 till häradsrätterna och rådhusrätterna. Domkapitlet kunde därefter heller inte avsätta en präst som misskött sig, endast varna eller utdöma visstids avstängning. Frågor om avsättning överfördes till hovrätten för bedömning. Däremot behöll domkapitlet rätten att höra en blivande präst, samt att bedöma om prästvigning och pastoralexamen.
Domkapitlen hade äktenskapsfrågor, till exempel äktenskapsskillnad, på sitt bord fram till 1734 års skilsmässolag, då den världsliga rätten övertog en del av rättsområdet. I religiöst hänseende var dock det par som skilt sig fortfarande tvungna att få äktenskapsskillnaden erkänd av domkapitlet efter 1734, för att betraktas som skild och därmed kunna bli vigd med någon annan. Domkapitlet hade också remitteringsrätten till den världsliga domstolen i dessa frågor, och det var fortfarande dit makar i osämja skickade sin skilsmässoansökan.
Dessa bestämmelser bestod till 1936 års domkapitellag.

## 1936 års lag om domkapitel
Enligt lagen 1936 skulle det finnas ett domkapitel i varje stift, och sammansattes på följande sätt:
- Biskopen (preses)
- Domprosten (vice preses)
- i universitetsstäder två teologie professorer valda av teologiska fakulteten vid respektive universitet.
- 1 präst med tjänst i stiftet, vald av stiftets präster
- 1 lekman med insikt i församlingslivet, vald av ombud för stiftets pastorat
- 2 av Kungl. Maj:t, efter förslag av domkapitlet, förordnade lekmän, förfarna i allmänna värv

Visby stift utgjorde ett särfall, eftersom domprost saknades där. I stället utsåg Kungl. Maj:t en av stiftets präster att vara vice preses.
Stockholms stad var ett annat särfall, då staden före tillkomsten av Stockholms stift kyrkoadministrativt styrdes på ett särskilt vis av ett eget konsistorium (motsvarande domkapitel). Kyrkoherden i Storkyrkoförsamlingen med titeln pastor primarius var dess preses. När stiftet bildades fortsatte pastor primarius som stiftets nya domkapitels vice preses i analogi med domprosten i andra stift. Så var det fram till 1989, då den gamla prästtiteln i Storkyrkan pastor primarius avskaffades och ersattes av titeln domprost där också i likhet med hur situationen var i andra stift. Detta samtidigt som Stockholms domkyrkoförsamling bildades.

## Kyrkoordningen 2000
Fram till 2000 var domkapitlet en statlig myndighet. Sedan Svenska kyrkan därefter skilts från staten har domkapitlet övergått till en intern föreningsangelägenhet och det sköter förvaltningsärenden, disciplinärenden etc. Därav har följt en rad konsekvensändringar, som fastställts i Kyrkoordningen (KO).
Domkapitlet skall enligt Kyrkoordningen bestå av följande ledamöter:
- Biskopen, som är ordförande,
- Domprosten, som är vice ordförande,
- En ledamot som är en i stiftet eller i någon av dess församlingar anställd präst eller diakon,
- En ledamot som är eller har varit ordinarie domare, och
- Tre övriga ledamöter.

## Domkapitel i Finlands evangelisk-lutherska kyrkan

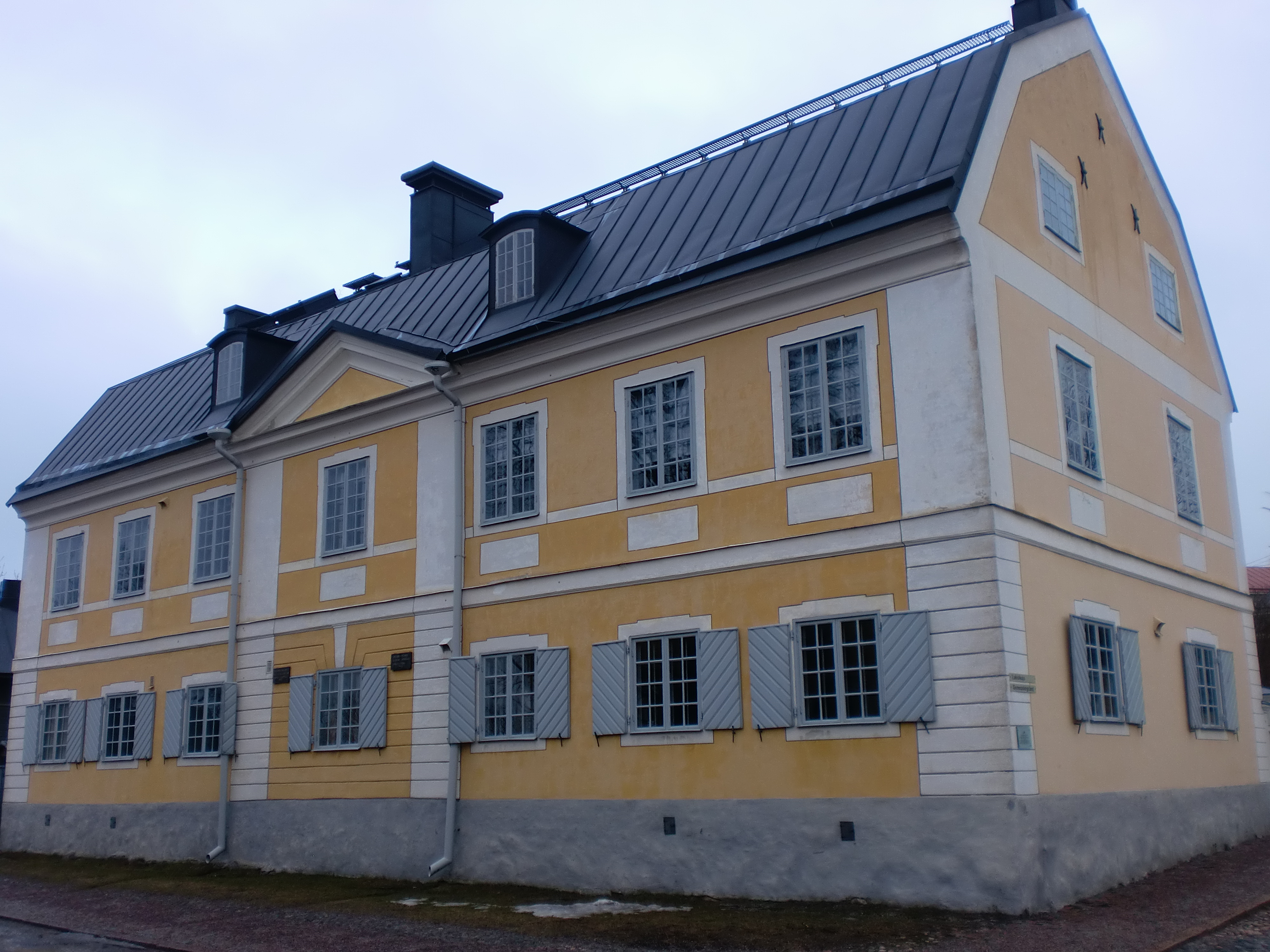
Borgå domkapitelshus.

Domkapitlet i Finlands evangelisk-lutherska kyrkan handhar stiftets verksamhet, administration och ekonomi. Det stöder och övervakar församlingarnas verksamhet och administration samt sköter personalfrågor som rör präster och lektorer och övervakar deras och övriga församlingsanställdas tjänsteutövning och liv. Domkapitlet bereder och verkställer stiftsfullmäktiges beslut.
Domkapitlet leds av biskopen. Han/hon är ordförande i domkapitlet och utövar den högsta andliga tillsynen i stiftet. Domprosten är viceordförande i domkapitlet och de övriga medlemmarna är två prästassessorer, en lekmannamedlem, den lagfarna assessorn och stiftsdekanen.
Domkapitlet kallas vanligtvis också domkapitlets ämbetsverk som består av biskopens medarbetare: den lagfarna assessorn och notarien i egenskap av förvaltningsämbetsmän samt stiftsdekanen och stiftssekreterarna som sköter stiftsverksamheten. År 1997 överfördes domkapitlen i sin helhet från staten till kyrkan.

## Lista över Sveriges domkapitel
- Stockholms domkapitel
- Uppsala domkapitel
- Linköpings domkapitel
- Skara domkapitel
- Strängnäs domkapitel
- Västerås domkapitel
- Växjö domkapitel
- Lunds domkapitel
- Göteborgs domkapitel
- Karlstads domkapitel
- Härnösands domkapitel
- Luleå domkapitel
- Visby domkapitel